# Jim Knipfel

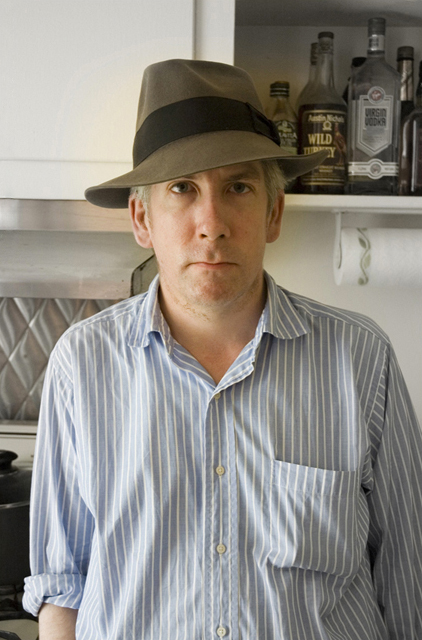
Jim Knipfel

Jim Knipfel  (Wisconsin, Estados Unidos, 2 de junio de 1965) es un novelista, autobiógrafo y periodista de los Estados Unidos.
Escribió para el periódico alternativo New York Press hasta la 13 de junio de 2006.

## Obras
- 1999 - Slackjaw
- 2000 - Quitting the Nairobi Trio
- 2003 - The Buzzing
- 2004 - Ruining It for Everybody
- 2007 - Noogie's Time to Shine

- Datos: Q326415